# Bunaster ritteri
Bunaster ritteri är en sjöstjärneart som beskrevs av Döderlein 1896. Bunaster ritteri ingår i släktet Bunaster och familjen Ophidiasteridae. Inga underarter finns listade i Catalogue of Life.